# Чернов, Пахом Кондратьевич
Пахо́м Кондра́тьевич Черно́в (1765—1827) — русский военачальник из рода Черновых, участник Отечественной войны 1812 года.

## Биография
О его ранней жизни ничего неизвестно до 1804 года, когда коллежский советник Пахом Кондратьевич Чернов был возведён в потомственное дворянство императором Александром I. 
Во время Отечественной войны 1812 года в звании полковника командовал 14-й дружиной Петербургского народного ополчения. Чернов в битвах проявил себя храбро, а в октябре 1812 года в сражении под Полоцком вместе с солдатами, которые находились под его командованием, захватил вражескую батарею. За храбрость и мужество, проявленные в этой битве, он получил орден Святого Георгия 4-й степени.
Был участником Заграничных походов русской армии в 1813—1814 годах. После окончания войны служил в качестве генерал-аудитора I армии. Вышел в отставку в 1819 году в звании генерал-майора.
В январе 1825 года должна была состояться свадьба одной из его дочерей Екатерины Пахомовны и её жениха флигель-адъютанта Владимира Новосильцева. Свадьба вызвала недовольство матери жениха Екатерины Владимировны, урождённой графини Орловой, которая считала Чернову недостаточной родовитой и не подходящей своему сыну. Под давлением матери Новосильцев отказался от слова, данного невесте. Это вызвало возмущение Пахома Кондратьевича, который потребовал у сыновей защитить честь сестры. В сентябре 1825 года один из сыновей Пахома Кондратьевича Константин вызвал Новосильцева на дуэль, вошедшую затем в историю, на которой оба дуэлянта были смертельно ранены.
Пахом Кондратьевич скончался в своём имении в 1827 году в возрасте 62 лет.

## Семья
Был женат на Аграфене Григорьевне Радыгиной, в браке с которой у него было 9 детей, среди которых наиболее известны Константин (1803—1825) и Екатерина (1808—?).

## Награды
- Орден Святого Георгия 4-й степени
- Орден Святого Владимира 4-й степени
- Орден Святой Анны 2-го класса с бриллиантами